# Cimex lectularius

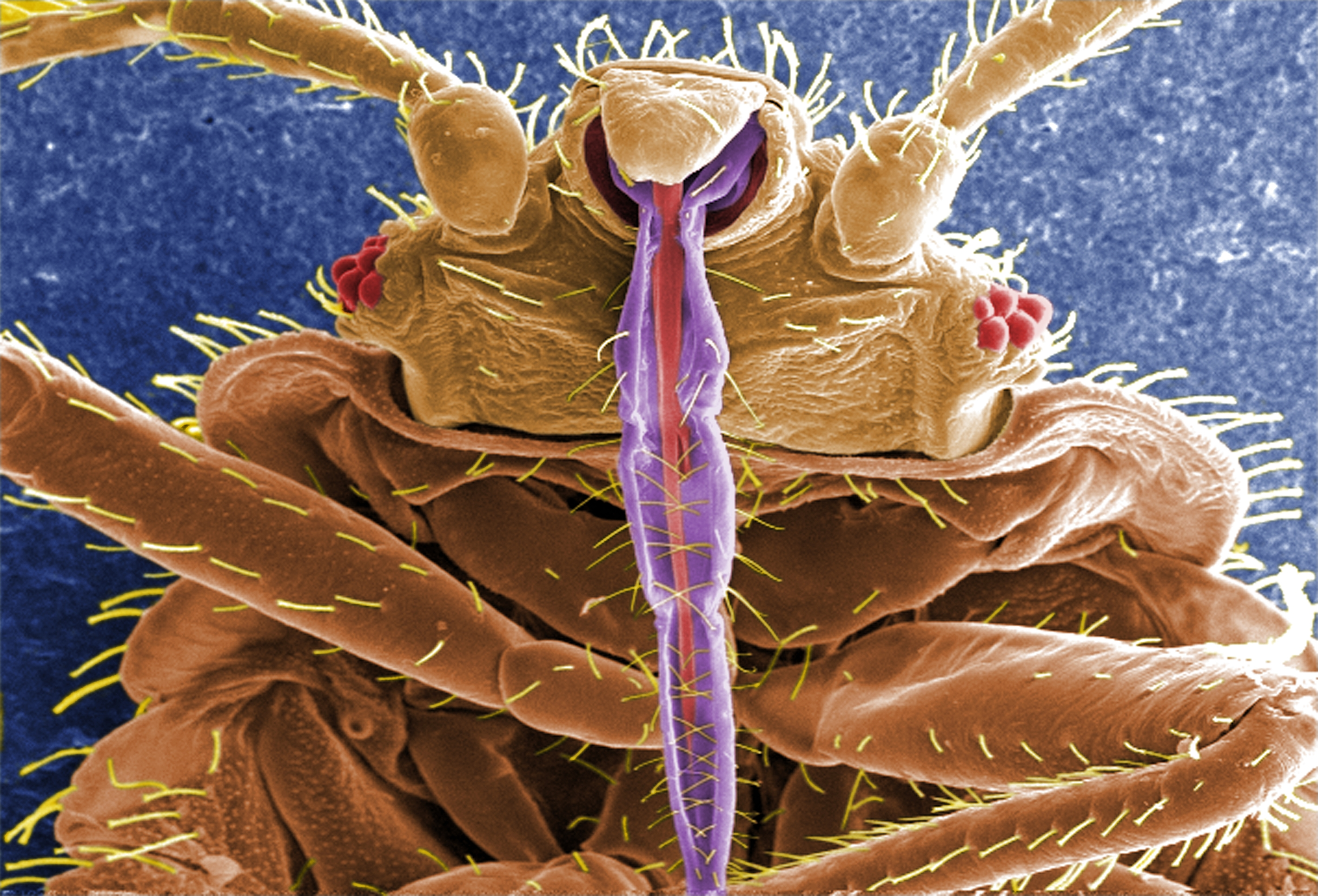
Imagem obtida por microscopia de varrimento das peças bucais de Cimex lectularius, mostrando as peças perfurantes coloriadas para realce.

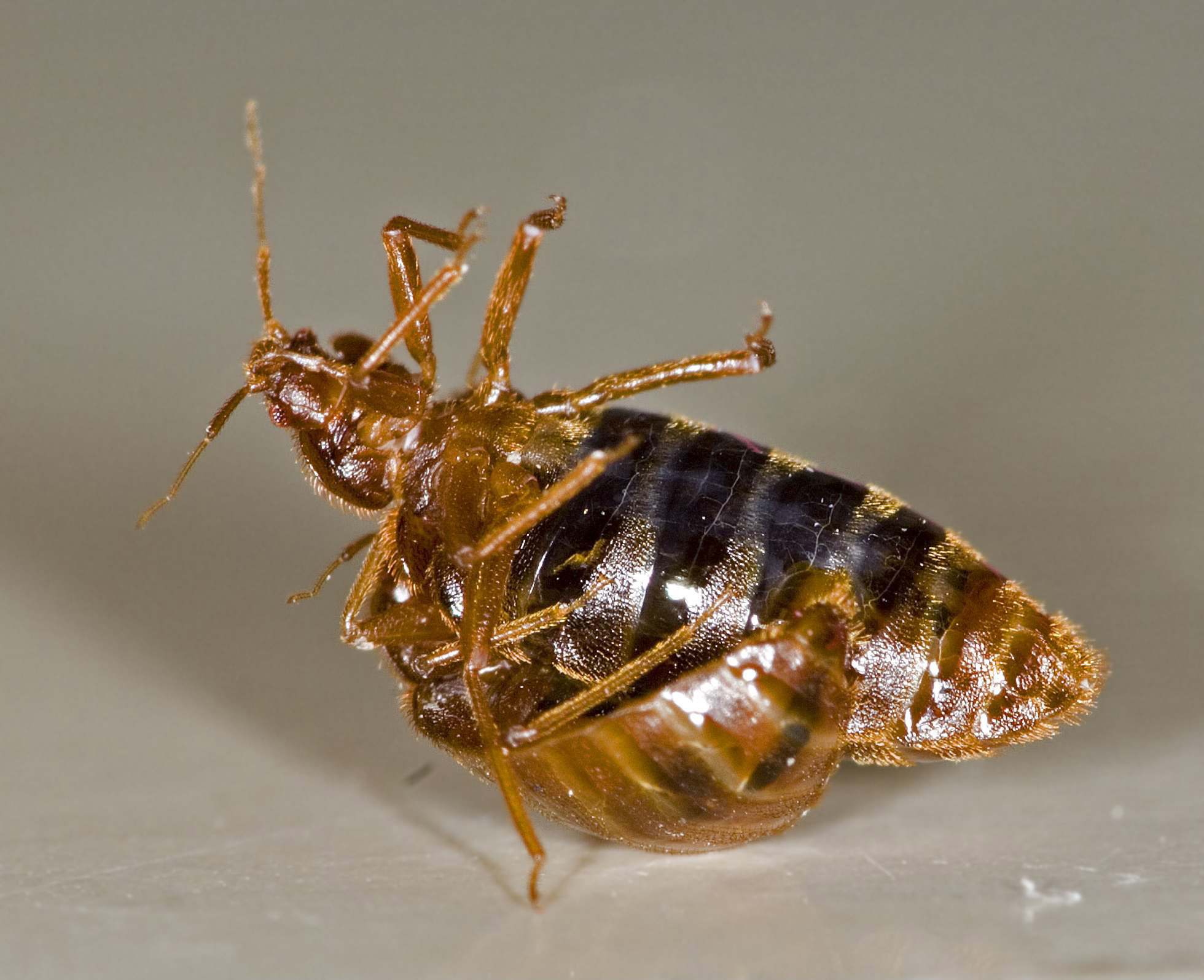
Macho de Cimex lectularius inseminando de forma traumática uma fêmea da sua espécie.

Cimex lectularius (Linnaeus, 1758), vulgarmente conhecido pelo nome comum de percevejo ou percevejo-das-camas, é um insecto hemíptero da família Cimicidae que parasita humanos e outros animais de sangue quente. A espécie é estritamente hematófaga, alimentando-se exclusivamente do sangue dos animais que parasita. Foi comum em habitações, escondendo-se em colchões, sofás e outro mobiliário. Actuando como ectoparasita, apesar de não ser estritamente nocturna, a espécie tem o seu principal período de actividade durante a noite.

## Biologia
Os adultos de C. lectularius apresentam coloração entre o avermelhado e o castanho, corpo achatado, de forma oval e sem asas, com 4-5 mm de comprimento, recoberto de pequenos pêlos que conferem aos exemplares de maior dimensão uma aparência hirsuta. Apesar da sua pequena dimensão, são facilmente observáveis a olho nu já que se movem lentamente não escapando à  vista de um observador atento. As ninfas são translúcidas, de coloração clara, escurecendo à medida que realizam as sucessivas mudas até alcançar a coloração adulta.
Cimex lectularius é a espécie de percevejo que melhor se adaptou ao ambiente humano, tendendo para a sinantropia. Tem distribuição natural nas regiões de clima temperado de todo o mundo, mas tende a expandir-se por acção humana por todas as regiões onde as condições de menor higiene das habitações permitam a sua sobrevivência nas habitações, aviários, pocilgas, estábulos e outras estruturas abrigadas onde estejam presentes animais de sangue quente.
Apesar de existirem outras espécies com habitat e etologia semelhantes, como Cimex hemipterus, oriunda das regiões tropicais, que infecta aves e morcegos, Leptocimex boueti, encontrada em regiões tropicais da África Ocidental e da América do Sul, que infecta morcegos e seres humanos, Cimex pilosellus e Cimex pipistrella, que infecta principalmente morcegos, e Haematosiphon inodoro, uma espécie de América do Norte que afecta principalmente galinhas, nenhuma delas tem o mesmo impacte sobre a saúde e o bem-estar humanos.

### Hábitos alimentares
Os percevejos-das-camas são hematófagos estritos, alimentando-se exclusivamente do sangue fresco de animais homeotérmicos. Estão normalmente activos depois do anoitecer, com um pico na sua alimentação cerca de uma hora antes do amanhecer. Contudo, podem alimentar-se em outras horas se a oportunidade surge, tendo já sido observada alimentação em todas as horas do dia.
Alcançam as suas vítimas deslocando-se atraídos pelo calor e pelo dióxido de carbono exalado pela respiração. Nalguns casos, sobem pelas paredes, tectos e outras estruturas, deixando-se depois cair sobre o hospedeiro quando detectam o seu calor corporal.
Quando entra em contacto com o hospedeiro, o percevejo perfura a pele da sua vítima com uma espécie de estilete formado por dois tubos ocos situados na extremidade do seu aparelho bucal. Com um deles extrai o sangue e com o outro injecta saliva, a qual contém anticoagulantes e anestésicos. O período de alimentação dura cerca de cinco minutos, terminado o qual o percevejo regressa ao seu esconderijo, em geral deixando-se cair para o solo e depois caminhando ao longo de fissuras ou outras áreas que lhe permitam algum abrigo. Devido à injecção de anestético, a picada não é sentida pelo hospedeiro antes de decorridos alguns minutos ou mesmo horas após o termo da alimentação e quando o parasita já abandonou o local. A primeira indicação de uma picada é o surgimento de prurido em resultado da reacção imunológica produzida pelos agentes injectados pelo insecto.
Ainda que os percevejos possam sobreviver largos períodos sem se alimentarem, normalmente intentam obter uma refeição com uma periodicidade de cinco a dez dias. O percevejos que entram em dormência por escassez de alimento, podem viver mais de um ano, enquanto que os indivíduos bem alimentados normalmente vivem de seis a nove meses. As infestações por poucos indivíduos podem ser difíceis de detectar, e é possível que as vítimas passem longos períodos ignorando a presença do parasita. As picadas costumam ocorrer agrupadas, geralmente em linhas, podendo encontrar-se em diversas partes do corpo, geralmente concentradas em torno das áreas com maior vascularização superficial onde a temperatura da superfície da pele é mais elevada e maior a concentração de dióxido de carbono.

### Informação especializada
Universidades o colegios universitarios
- Manejo de chinches de las camas, incluye fotos, control del servicio de Extensión de la Universidad de Nebraska-Lincoln en el condado de Lancaster
- Cazadores enmascarados Servicio de Extensión de la Universidad de Minnesot campo y jardín (enemigos naturales de la chinche de las camas)
- Hoja informativa sobre chinches de la Universidad de Kentucky
- Universidad de Sidney y Departamento de Entomología Médica del Hospital Westmead - Página web sobre chinches
- Sobre chinches de la Universidad de Florida. Página web de criaturas destacadas

### Novos dados
- Business Week "The Cost of Bed Bugs" 8 November 2007, 6:16PM EST
- San Francisco Chronicle, 8 April 2007: "Bedbugs Bounce Back: Outbreaks inall 50 states"
- Fox News, 15 January 2007: "Lawyer Sues London Hotel, Claims Bedbugs Attacked Him, Wife"
- Pest Control Magazine, 1 January 2007: "Are Bed Bug Dogs Up to Snuff?"
- New York Times, 15 October 2006: "Everything You Need to Know About Bedbugs But Were Afraid to Ask"
- New York Post. 26 September 2006: "What's Eating Ralph Lauren?"
- New York Times, 19 September 2006: "Another Reason the City Never Sleeps: More Bedbugs."
- New York Times, 27 November 2005: "Just Try to Sleep Tight. The Bedbugs Are Back."
- New Yorker, 4 April 2005: "Night Visitors"
- New York Times, 2 November 2003 : "Sleep Tight, and Don't Let ... Oh Just Forget About It"
- Dermatology Online Journal, Vol. 5, No. 1, May 1999: Cimex lectularius, Arthur C. Huntley, M.D.
- San Diego Union Tribune, 17 December 2007: Tribal justice not always fair, critics contend (Chinches en casinos)